# Empoisonnements par l'alcool au Karnataka
Les empoisonnements par l'alcool au Karnataka sont survenus dans l'État du Karnataka en Inde en 1981 en raison de la consommation d'alcool illégal. En juillet 1981, environ 308 personnes sont mortes à Bangalore à cause de l'alcool illicite. La falsification d'alcool bon marché par l'alcool méthylique a entraîné des décès.
La disponibilité de faux alcool bon marché (connu sous le nom de hooch) est un problème dans la zone de Tannery Road (en) dans le cantonnement de Bangalore (en), de nombreux habitants deviennent dépendants. Le célèbre bootlegger Marimuthu (qui devint plus tard conseiller du BBMP (en)) et Ameer Jan dirigeaient la raquette. Le hooch est brassé à partir d'alcool industriel, en séparant l'alcool méthylique et en ajoutant de l'eau. Il s'agit d'un processus dangereux qui peut laisser des traces d'alcool méthylique toxique. L'infusion est un poison lent, endommageant les reins et les intestins et entraînant une mort lente. Le 7 juillet 1981, environ 300 personnes (229 selon les chiffres officiels) dans les environs de Tannery Road sont décédées des suites de la consommation de ce faux alcool. La plupart des victimes étaient de pauvres Dalits. La police a enregistré des plaintes contre 63 personnes, mais aucune n'a été condamnée ou punie. Une commission d'enquête a révélé un lien entre certains politiciens et les contrebandiers. Une somme dérisoire de 1000 roupies indiennes par famille a été versée aux victimes par le gouvernement de Gundu Rao (en).